# Саката Дайсуке
Дайсуке Саката (яп. 坂田 大輔, нар. 16 січня 1983, Йокогама) — японський футболіст, нападник клубу «Авіспа Фукуока».
Виступав, зокрема, за клуб «Йокогама Ф. Марінос», а також національну збірну Японії.

## Клубна кар'єра
Народився 16 січня 1983 року в місті Йокогама. Виступав у юнацькій команді клубу «Йокогама Флюгерс», який у 1999 році об'єднався з «Йокогама Марінос» і став називатися «Йокогама Ф. Марінос». У 2001 році був прийнятий в першу команду. Дебютував у Джей-лізі 16 червня 2001 року в матчі проти «Токіо». Забив перший гол 18 серпня 2001 року в матчі проти клубу «Касіва Рейсол». Загалом в основній команді провів дев'ять сезонів, взявши участь у 247 матчах чемпіонату. Більшість часу, проведеного у складі «Йокогама Ф. Марінос», був основним гравцем атакувальної ланки команди.
У січні 2011 року Саката перейшов у грецький «Аріс», проте в Європі закріпитись не зумів і вже влітку повернувся на батьківщину, ставши гравцем «Токіо», де виступав до кінця року.
До складу клубу «Авіспа Фукуока» приєднався на початку 2012 року. Відтоді встиг відіграти за команду з Фукуоки 162 матчі в національному чемпіонаті.

## Виступи за збірні
Входив у юнацьку збірну Японії, яка виступала на чемпіонаті Азії 2002 року Катарі. Команда посіла друге місце і кваліфікувалася на молодіжний чемпіонат світу 2003 року.
У ОАЕ, де проходив чемпіонат, Саката забив 4 голи, включаючи переможний гол у матчі проти Англії в груповому раунді і золотий гол у 1/8 фіналу проти Південної Кореї, ставши одним із найкращих бомбардирів турніру разом із Фернандо Кавенагі (Аргентина), Дуду (Бразилія) і Едді Джонсоном (США). Японія вибула у чвертьфіналі, програвши Бразилії.
6 серпня 2006 року дебютував в офіційних іграх у складі національної збірної Японії в товариському матчі проти збірної Тринідаду і Тобаго на національному олімпійському стадіоні у Токіо, замінивши на 86-й хвилині Алекса. Цей матч так і залишився єдиним для футболіста у футболці національної збірної.

## Досягнення
- Чемпіон Японії (2):

«Йокогама Ф. Марінос»: 2003, 2004
- Володар Суперкубка Японії (2):

«Йокогама Ф. Марінос»: 2004, 2005
- Володар Кубка Джей-ліги (1):

«Йокогама Ф. Марінос»: 2001